# كارل شاندلير
كارل شاندلير (بالإنجليزية: Karl Chandler)‏ هو لاعب كرة قدم أمريكية أمريكي، ولد في 15 فبراير 1952 في مقاطعة ديلاوير في الولايات المتحدة.